# Sắt pentacarbonyl
Sắt pentacarbonyl, còn được gọi là sắt(0) carbonyl, là một hợp chất vô cơ có công thức hóa học Fe(CO)5 hoặc {\displaystyle {\ce {C5FeO5}}}. Trong điều kiện tiêu chuẩn {\displaystyle {\ce {Fe(CO)5}}} là chất lỏng màu vàng rơm, chảy tự do, có mùi hăng. Hợp chất này là tiền thân phổ biến của các hợp chất sắt đa dạng, bao gồm nhiều hợp chất hữu ích trong tổng hợp hữu cơ quy mô nhỏ.

## Tính chất
Sắt pentacarbonyl là một carbonyl kim loại đồng phân, trong đó CO là phối tử duy nhất tạo phức với một kim loại. Các ví dụ khác bao gồm bát diện Cr(CO)6 và tứ diện Ni(CO)4. Hầu hết các carbonyl kim loại có 18 điện hóa trị, và Fe(CO)5 phù hợp với quy tắc này với 8 điện hóa trị trên Fe và năm cặp điện hóa trị được kết nối bởi các phối tử CO. Phản ánh cấu trúc đối xứng của nó và phí trung lập, Fe(CO)5 là dễ bay hơi; nó là một trong những phức kim loại lỏng thường gặp nhất. Fe(CO)5 có cấu trúc hình chóp tam giác với nguyên tử Fe được bao quanh bởi năm phối tử CO; ba ở vị trí xích đạo và hai liên kết theo trục. Các liên kết Fe–C–O là từng tuyến tính.
Fe(CO)5 thể hiện tốc độ trao đổi tương đối thấp giữa các nhóm CO ở trục và xích đạo thông qua cơ chế Berry. Nó được đặc trưng bởi hai dải ν CO cường độ cao trong phổ IR tại 2034 và 2014 cm−1 (pha khí).

## Một số phản ứng hóa học

### Phản ứng 1
| 4 + {\displaystyle {\ce {->}}} 5 + |

### Phản ứng 2
| 2 + {\displaystyle {\ce {->}}} + |

### Phản ứng 3
| {\displaystyle {\ce {->}}} 5 + |

### Phản ứng 4
| 2 {\displaystyle {\ce {->}}} + |

 (điều kiện: dưới tia UV)

### Phản ứng 5
| + {\displaystyle {\ce {->}}} + |